# Будинок князів Гедройц (Вінниця)
Будинок князів Гедройц — пам'ятка архітектури та містобудування місцевого значення (охоронний номер 210-М від 14.07.1994).
Розташований за адресою: м. Вінниця, вул. Архітектора Артинова, 39.

## Історія
Історія будинку бере початок від 1855 року, коли Ґжеґож Лазовський, один з представників польської династії Лазовських, після отримання лікарської освіти практикував на Поділлі та придбав дві земельні ділянки у Вінниці.
З часом на цих ділянках були побудовані чотири будинки. В одному з них, що налічував понад двадцять житлових та підсобних приміщень, мешкала родина лікаря, а він приймав пацієнтів.
Родинну лікарську традицію продовжив син Ґжеґожа Лазовського на ім'я Юзеф, який працював повітовим лікарем, а згодом також розпочав власну практику.
Після його смерті у 1899 році, маєток поступово занепав та його місці був зведений новий будинок, що став відомим як «Будинок князів Гедройц», які були його орендарями. Власниками будинку до 1920-х років залишалась родина Лазовських.

## Архітектура
Будинок зведений в 1913 році у неороманському стилі.
У 1930-х роках був добудований; після руйнувань 1941—1944 років відновлений та частково перепланований.
Цегляно-кам'яна будівля має два поверхи, підвал та секційне поверхове групування приміщень навколо вузла сходової клітки.
Головний фасад асиметричний; праворуч від центру розташований ризаліт входу. Корпус фасаду завершений цегляним карнизом, а завершенням ризаліту є трикутний щипець із параболічним арочним виступом та здвоєними вікнами, прикрашеними ліпним орнаментом.

## Сучасний стан
На даний час пам'ятка архітектури є житловим будинком на вісім квартир. Потребує ремонту дверного блоку та чотирьох вікон.